# 18639 Aoyunzhiyuanzhe
18639 Aoyunzhiyuanzhe (tên chỉ định: 1998 ER8) là một tiểu hành tinh vành đai chính. Nó được phát hiện qua chương trình tiểu hành tinh Bắc Kinh Schmidt CCD trại trạm Xinglong ở núi Yên Sơn, Trung Quốc vào ngày 5 tháng 3 năm 1998. Nó được đặt tên để vinh danh nhóm tình nguyên viên của Thế vận hội Mùa hè 2008 và Thế vận hội Mùa hè dành cho người khuyết tật 2008 (Aoyunzhiyuanzhe là phiên âm từ 奧運志願者, Hán Việt: Áo vận chí nguyện giả, nghĩa: tình nguyện viên thế vận hội).